# Tribunal de première instance de Nouméa
Le tribunal de première instance de Nouméa est un tribunal de première instance français qui, pour la collectivité de Nouvelle-Calédonie, a la compétence, à la fois, d'un tribunal d'instance et d'un tribunal de grande instance. Il est placé sous le ressort de la cour d'appel de Nouméa, également située dans le palais de justice du chef-lieu de cet archipel. 

## Attributions
Ce tribunal est ainsi compétent :
- en matière pénale : le tribunal de première instance de Nouméa statue sur la répression des délits en formation de tribunal correctionnel (formation collégiale composée d'un président, de deux juges et de deux assesseurs citoyens) et sur la répression des contraventions en formation de tribunal de police (qui statue à juge unique).
- en matière civile : il a plénitude de compétence dans toutes les matières qui en France métropolitaine et dans les départements d'outre-mer relèvent du tribunal de grande instance et du tribunal d'instance, à savoir : divorce, adoption, protection de l'enfance ou la délinquance des mineurs, tutelles, baux d'habitation et saisies-arrêts sur salaires, etc. La compétence du droit civil a été transféré de l'État à la Nouvelle-Calédonie le 1er juillet 2013. Le tribunal statue en formation de tribunal civil à juge unique.
- en matière coutumière : il est compétent pour les litiges relatifs au statut civil coutumier et au foncier coutumier, en formation de tribunal coutumier avec un juge et des assesseurs coutumiers[1].